# لي كروفت (لاعب كرة قدم أمريكية)
لي كروفت (بالإنجليزية: Lee Croft)‏ هو لاعب كرة قدم أمريكية أمريكي، ولد في 5 نوفمبر 1898 في منرال بوينت في الولايات المتحدة، وتوفي في 28 يناير 1984 في إكتور في الولايات المتحدة.

## وصلات خارجية
- لي كروفت على موقع مرجع كرة القدم المحترفة.كوم (الإنجليزية)